# USS Ronald Reagan
USS Ronald Reagan (CVN-76) là một siêu hàng không mẫu hạm thuộc lớp Tàu sân bay lớp Nimitz chạy bằng Lò phản ứng hạt nhân. Nó là chiến hạm thứ 9 của lớp Nimitz được đóng. và được đặt theo tên của Ronald Reagan, Tổng thống Hoa Kỳ thứ 40 tại vị từ năm 1981 đến năm 1989. Vào buổi lễ xuất xưởng vào năm 2001, nó là con tàu đầu tiên được đặt theo tên của một vị cựu tổng thống vẫn sống.
Tính đến tháng 5 năm 2012, USS Ronald Reagan là một phần của Nhóm tác chiến tàu sân bay 9 (CSG-9) của Hải quân Hoa Kỳ và được điều hành bởi Tư lệnh Không quân Hải quân Thái Bình Dương. Vào tháng 1 năm 2014, Hải quân Hoa Kỳ thông báo rằng, USS Ronald Reagan sẽ thay thế USS George Washington trở thành soái hạm của Nhóm tác chiến tàu sân bay 5 và lệnh tấn công thông qua Căn cứ Hải quân Yokosuka (Nhật Bản), như là một phần của Hạm đội 7 Hoa Kỳ